# Partido Islámico Dawa-Organización de Irak
El Partido Islámico Dawa-Organización de Irak (en idioma árabe Hizb ad-Dawa-Tanzim al-Iraq ) es un partido político iraquí que nació de una división interna del antiguo partido Partido Islámico Dawa.
Durante los años de la dictadura de Saddam Hussein el partido Dawa sufrió una brutal campaña de represión y exterminio; lo que obligó a la mayoría de sus líderes sobrevivientes a exiliarse en países vecinos y algunos de Europa, desde donde seguían dirigiendo a los activistas que se quedaron en el país llevando a cabo una lucha armada contra el régimen. Pero con el tiempo surgieron diferencias y enfrentamientos entre algunos cuadros del partido que permanecían en el país y los dirigentes exiliados; como resultado el partido se dividió y una parte de la organización clandestina dentro de Irak creó un nuevo partido que se denomina Partido Islámico Dawa-Organización de Irak.
El nuevo partido estaba más inclinado hacia la línea ideológica del régimen teocrático islámico del vecino Irán, y por lo tanto estaba más dispuesto a acatar las órdenes de dicho régimen que quería unificar y controlar a la oposición islámica chiita iraquí.
En la actualidad este partido es socio del Dawa original y de otros partidos como la Asamblea Suprema Islámica de Irak y el Partido Islámico de la Virtud en la Alianza Unida Iraquí que es a su vez la fuerza dominante en el Gobierno que preside Nuri al Maliki. 
El líder del partido es Hashim Al-Mosawy y su ideología es teocrática islámica chiita.
En las elecciones del 7 de marzo del 2010 el partido participó como parte de la coalición electoral Coalición del Estado de Derecho, encabezada por el Partido Islámico Dawa del primer ministro Maliki.
- Datos: Q9056207